# かしま (練習艦)
かしま（ローマ字：JS Kashima, TV-3508）は、海上自衛隊の練習艦。
艦名は鹿島神宮に由来し、この名を受け継ぐ日本の艦艇としては旧海軍の戦艦「鹿島」、練習巡洋艦「鹿島」に続き日本の艦艇としては3代目。同型艦はない。

## 概要
練習艦「かとり」の老朽化に伴う、代替の練習艦として建造された。
船体は、「かとり」と比較し、長船首楼型と呼ばれる前部から中部にかけ一層追加したような船型で幅は広い。逆に艦橋構造物は低くなっており、乾舷の高さが一際強調されたような外観となっている。艦橋、CIC、機関制御室などは実習員の乗艦を考慮して、護衛艦等と比較し広く設計されている。
教育訓練設備として、候補生170名を収容可能な実習員講堂が備えられている。実習員講堂の後部には、ヘリコプター甲板としても使用できる訓練甲板があり、レセプション会場としても使用できるよう引き込み格納式の天幕が備えられている。後部に配置された訓練甲板兼ヘリコプター甲板は中部甲板よりも低く、両甲板は「オランダ坂」と称されたような傾斜でつなげられている。
兵装は、前甲板の62口径76ミリ速射砲1基及び両舷の68式3連装短魚雷発射管2基のみと「かとり」と比較しても限定的であり、対空・対艦ミサイル及びアスロックの発射訓練はCIC内のシミュレーターによって行われ、実際の発射機操作を伴う訓練に際しては随伴の護衛艦への移乗を必要とする。
機関は、近年の傾向を踏まえ、「かとり」の蒸気タービンからガスタービンとディーゼルの複合機関へと変更され、機関配置も抗堪性より実習効率を重視したものとなっている。
練習艦隊の旗艦として毎年，遠洋航海で諸外国を訪問するため、練習艦特有の装備として礼砲を艦橋前部に2門有している。
艦内各公室は一般の艦艇より、「日本国の顔」として公式儀礼を行うのにふさわしい内装上の配慮がなされており、「かとり」同様特別公室を設置している。特別公室は、国家元首級の来賓を想定した内装となっており、「かとり」のものよりグレードが向上している。搭載艇に関しても、通常の11メートル作業艇2隻に加え、13メートル将官艇1隻を搭載している。将官艇は、「かとり」搭載艇が低速であったことに対する反省を踏まえ、速力向上が図られている。
設計段階より女性実習幹部の乗艦が考慮されており、女性専用の居住区が設けられている。
2024年から「しまかぜ」と共にスターリンクの通信装置を導入した。

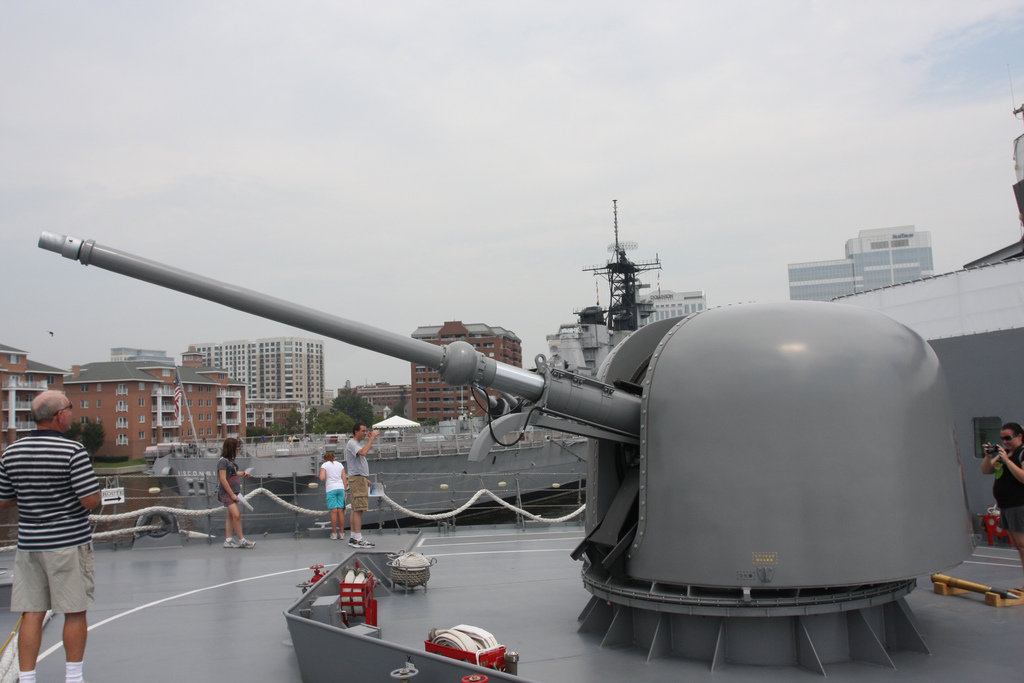
前甲板の76ミリ速射砲
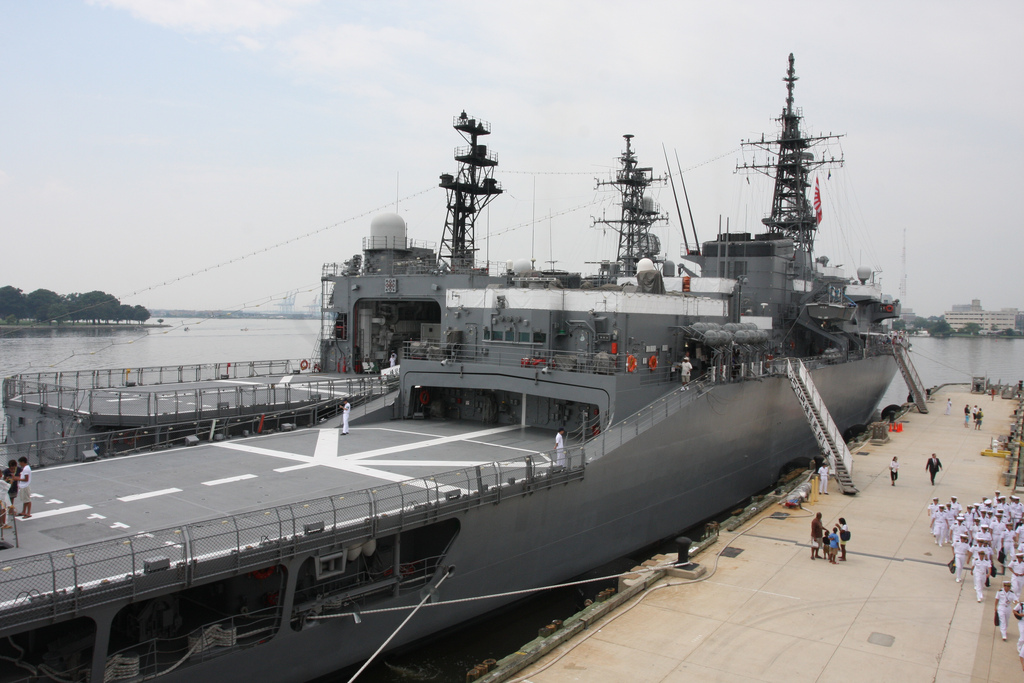
後方から艦を見る
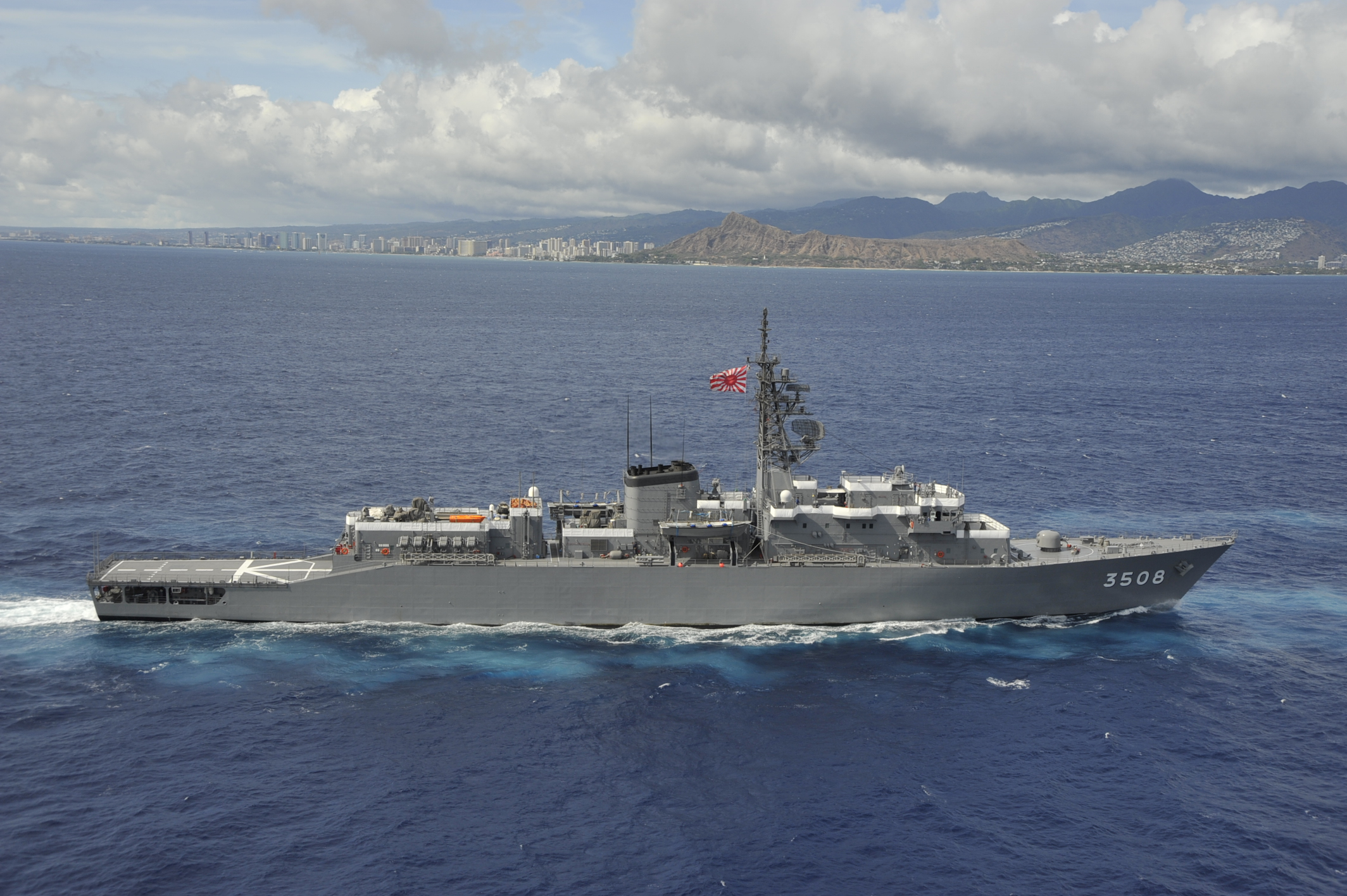
右舷側から艦を見る
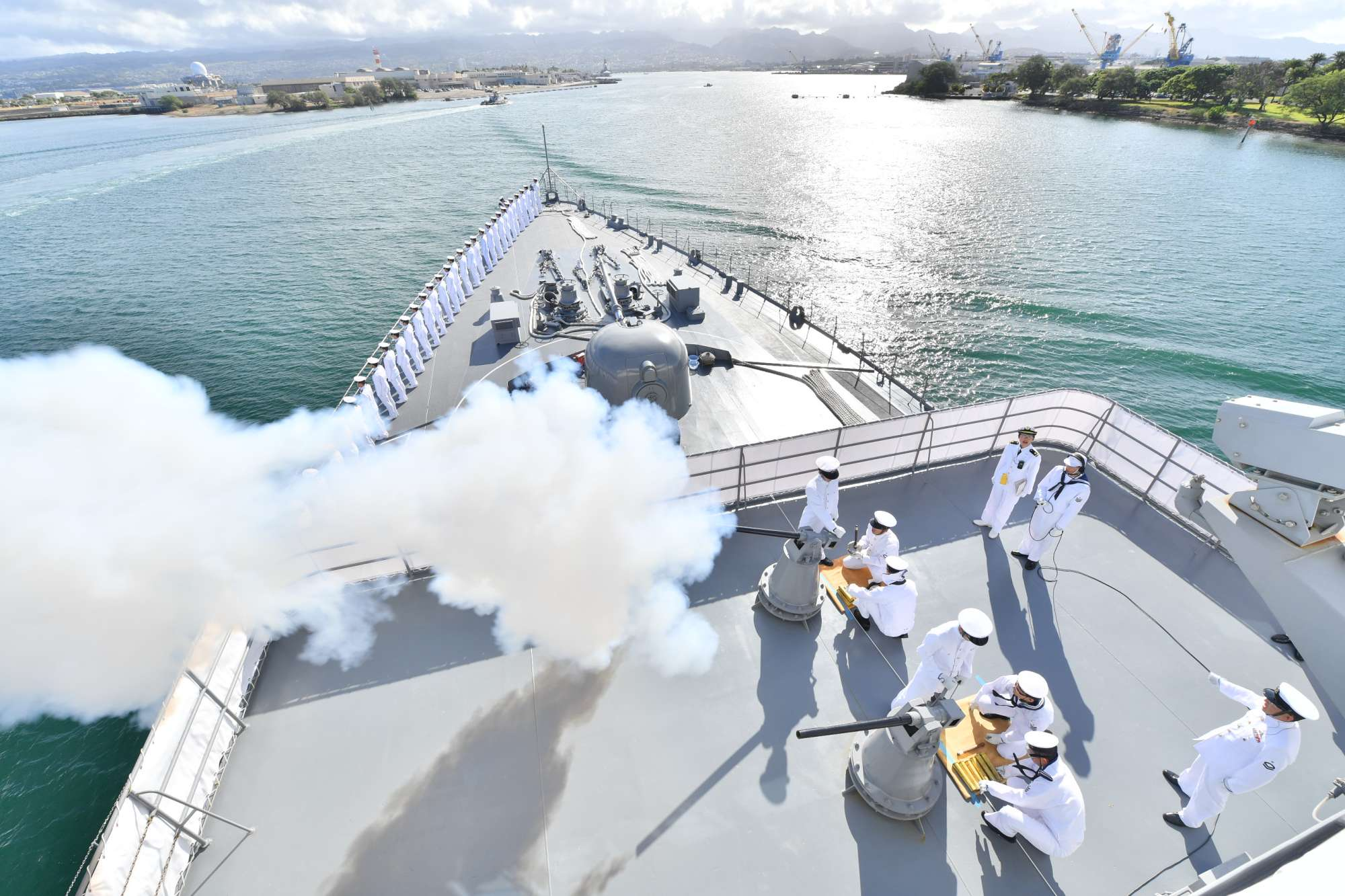
寄港地における礼砲

## 艦歴
「かしま」は、中期防衛力整備計画（平成3年度～平成7年度）に基づき、当初は平成3年度で計画されていたが、湾岸戦争協力金拠出のため1年遅れ、平成4年度計画4,000トン型練習艦3502号艦として、日立造船舞鶴工場で1993年4月20日に起工された。1994年2月23日に進水、1995年1月26日に就役し、練習艦隊に直轄艦（旗艦）として編入され、呉に配備された。なお1994年の遠洋練習航海では、練習艦「かとり」が老朽化により遠洋練習航海の任務から退いたため、護衛艦「ながつき」が礼砲の装備等を施し練習艦隊の旗艦として行動した。
1995年から練習艦隊の旗艦として遠洋練習航海に参加する。5月22日に護衛艦「せとゆき」とともに女性13名を含む実習幹部140名を乗せて東京港晴海埠頭を出港し、西回り世界一周遠洋航海が行われた。5月25日、補給艦「ときわ」からの洋上給油を行い、6月3日にシンガポール寄港後、6月12日午前9時15分頃、セイロン島の南方41海里のインド洋上で実習中の男性3等海尉が前夜から行方不明となり、インド海軍やアメリカ海軍の協力を得て捜索されたが発見に至らず、死亡認定された。その後はムンバイ、アレクサンドリア、イスタンブールに寄港し、7月14日に旧海軍含めた日本艦として初めて黒海に到達した。7月16日から地中海にて米海軍巡洋艦「ヒュー・シティ」と共同訓練を実施し、大西洋到達後、7月25日に英海軍空母「イラストリアス」と親善訓練を実施した。フランス、ドイツを回り、8月6日にドイツ海軍フリゲート「ブレーメン」と親善訓練を実施。8月14日にリスボンへ寄港し、米海軍駆逐艦「コノリー」、フリゲート「シンプソン」と親善訓練を実施。ノーフォーク海軍基地、クリストバル、パナマ運河、バルボア、パナマ、ロッドマン米軍基地を回り、9月26日に米海軍給油艦「ティペカノー」と洋上補給訓練を実施後、9月27日にサンディエゴ海軍基地に寄港。10月8日に真珠湾に寄港、10月20日に再び補給艦「ときわ」より洋上給油を受けた後、10月26日に東京・晴海埠頭に帰投。157日間で10ヶ国12港に寄港し、約28,000海里を航行した。
1996年4月19日、護衛艦「さわゆき」とともに婦人自衛官 8名を含む実習幹部139名を乗せて東京・晴海ふ頭を出港し、東南アジア・オセアニア方面への遠洋練習航海に従事した。バンコク、シンガポール、ジャカルタ、ポートモレスビー、シドニー、メルボルン、アデレード、ウェリントン、スバ、真珠湾、グアム、自衛艦初の訪韓として韓国の釜山に寄港。9か国12港を寄港した。9月10日に東京に帰投した。
1998年4月20日、護衛艦「さわぎり」とともに実習幹部160名を乗せて東京・晴海埠頭出港後、南北アメリカ方面遠洋練習航海に従事した。9月11日に東京に帰投した。145日間で8ヶ国13港に寄港し、総航程31,800海里に及んだ。
1999年4月26日から9月14日、護衛艦「はまぎり」と遠洋航海を実施。
2000年の遠洋練習航海では、4月13日に護衛艦「ゆうぎり」とともに東京出港後、西回り世界一周航海を行った。途中、アメリカ独立記念日を祝う洋上式典に参加するために訪れていたニューヨークの港内において「クイーン・エリザベス2号」に接触されたが大きな被害はなく、同船船長の代理で謝罪に訪れた乗組員の機関長と一等航海士（入港後しばらく船長は船を離れないのが船舶界の通例であるため）に対し、（当時の）練習艦隊司令官の吉川榮治海将補は、「幸い損傷も軽かったし、別段気にしておりません。それよりも女王陛下にキスされて光栄に思っております」とウィットに富んだコメントを返し、『テレグラフ』紙や『イブニング・スタンダード』紙でも報道され、語り草となっている。9月8日に東京へ帰投した。
2001年3月20日から4月10日、護衛艦「やまぎり」と共に第51期一般幹部候補生課程修了初任幹部計150名を乗せて近海練習航海（江田内、神戸、鳥羽、大湊、横須賀）を実施。4月20日から9月10日、「やまぎり」と遠洋航海を実施した。
2002年4月22日、護衛艦「まつゆき」、練習艦「しまゆき」を率いて東京出港後、北中米方面遠洋練習航海に従事し、アメリカ、カナダ、メキシコ、パナマ、ドミニカ、グアテマラの6ヶ国10寄港地を歴訪した。
2005年3月19日より第55期一般幹部候補生課程卒業生近海練習航海に従事した。護衛艦「むらさめ」「ゆうぎり」とともに神戸、四日市、大湊、横須賀を回り、東京に入港した。その後、護衛艦「むらさめ」「ゆうぎり」の両艦と共に世界一周航海に出発し、途中、トラファルガーの海戦200周年記念国際観艦式に臨んでいる。
2006年3月21日、第56期一般幹部候補生課程卒業生近海練習航海に従事するため護衛艦「あまぎり」、練習艦「やまぎり」とともに江田内を出港。大阪、名古屋、大湊、横須賀、東京に寄港後、北米遠洋練習航海としてアンカレッジ、エスカイモルト、マンサニヨ、パナマ、サントドミンゴ、ボルティモア、タンパ、ガルベストン、プエルト・コルテス、パナマ、サンディエゴ海軍基地、真珠湾と寄港した。9月5日に東京へ帰港した。
2008年1月23日、練習艦「しまゆき」「あさぎり」、護衛艦「うみぎり」とともに近海練習航海従事のため第58期一般幹部候補生過程修了者等約190名を分乗させて呉基地を出港し、名古屋、勝連、中城、佐世保、舞鶴を回り2月22日に呉基地を帰投した。4月10日には近海練習航海部隊と実習幹部175名とともに東京晴海埠頭出港後、東回り世界一周練習航海に従事した。4月17日、補給艦「とわだ」から給油後、4月23日にミッドウェー沖で洋上慰霊祭を実施した。4月27日から真珠湾にて米海軍駆逐艦「チャン=フー」と巡洋艦「レイク・シャンプレイン」と親善訓練を実施。5月8日にサンディエゴ海軍基地、5月21日にバルボアに寄港し、5月26日にカリブ海洋上にて第2機械室にあったベニア板が露出して加熱された排気管に触れて火災を起こした。パナマ運河を通過し、リオデジャネイロ、サントスに寄港し、6月21日に行われた日本移民100周年記念式典に参加した。その後もダカール、ルーアン、アムステルダム、ポーツマス、ポートサイド、ムンバイに寄港し、その際にインド海軍デリー級駆逐艦「ムンバイ」、ククリ級コルベット「キルパン」とともに親善訓練を実施。シンガポールに寄港後、9月18日に東京に帰投した。158日間において総航程3,093海里に及ぶ航海だった。
2009年1月22日から2月23日まで、練習艦「しまゆき、「あさぎり」「やまぎり」、護衛艦「ゆうぎり」と共に、近海練習航海（その1）を実施。3月20日から4月6日、「しまゆき」、「ゆうぎり」と共に近海練習航海（その2）を実施。4月16日、遠洋航海のため、「しまゆき」「ゆうぎり」と共に、実習幹部計170名を乗せて晴海埠頭を出港。9月8日に帰国した。
遠洋練習航海は毎年約150日間の日程で行われており、例えば2010年の場合、5月26日に東京港・晴海埠頭から「やまぎり」、「さわゆき」と共に出発し、航路をハワイ、北米西岸、メキシコのチアパス、ポルトガル、トルコのメルスィン、ジブチに取り、10月28日に帰国している。
2012年3月20日、練習艦「しまゆき」、護衛艦「まつゆき」と共に、近海練習航海部隊として江田内を出港。4月15日、陸奥湾で墜落した第25航空隊所属SH-60Jの捜索に参加。5月22日、遠洋航海のため「しまゆき」「まつゆき」と共に晴海埠頭を出港。10月22日、遠洋航海を終えて東京に帰投した。
2013年では5月22日から北米、欧州、インド洋、東南アジアの順で練習航海に出る。8月7日にはポーランドのグディニャ港に寄港し、同月10日には「しらゆき」「いそゆき」と共に両国初となる海上合同軍事演習を行い、10月30日に帰国した。
2014年3月21日、近海練習航海のため、練習艦「しらゆき」「せとゆき」、護衛艦「あさぎり」と共に、第64期一般幹部候補生課程修了者計173名（タイ留学生1名含む）を乗せ江田内を出港。5月22日、平成26年度遠洋航海のため「せとゆき」「あさぎり」と共に東京港晴海埠頭を出港。10月24日、遠洋航海を終えて東京に帰国。
2015年度の遠洋練習航海において旗艦「かしま」率いる練習艦隊は、日本の軍艦として史上初となる南米マゼラン海峡通過に挑戦、無事にこれを達成した。中南米各国と友好親善を深め、日本に帰国した。
2016年3月19日、練習艦「せとゆき」、護衛艦「あさぎり」と共に、近海練習航海部隊として第66期一般幹部候補生課程修了者193名（うち女性19名、タイ留学生1名、東ティモール留学生1名）を乗せ江田内を出港。3月21日、大阪港桜島岸壁で一般公開された。5月20日、遠洋練習航海部隊として横須賀を出港。世界一周（総航程31,000海里、13カ国16寄港地）をして11月4日に横須賀基地に帰投した。
2017年3月18日から5月22日、練習艦「やまゆき」、護衛艦「はるさめ」と共に、第67期一般幹部候補生課程修了者190名（うちタイ留学生1名）を乗せ近海練習航海を実施。5月22日、護衛艦「はるさめ」と共に、遠洋練習航海のため横須賀を出港した。アメリカ（真珠湾、サンディエゴ、ニューポート、フォートローダデール、アンカレッジ）、メキシコ（チアパス、マンサニージョ）、キューバ（ハバナ）、チリ（バルパライソ）、エクアドル（グアヤキル）、カナダ（バンクーバー）、ロシア連邦（ウラジオストク）、韓国（ピョンテク）の8カ国13寄港地を訪問後、同年11月1日に横須賀基地に帰港した。
2018年5月21日、護衛艦「まきなみ」と共に遠洋練習航海に出発。第68期一般幹部候補生課程修了者約190名（うちタイ王国海軍少尉1名）を含む約580名と共に163日間で10カ国、12寄港地を訪問、10月30日に横須賀に帰投した
。
2019年5月21日、護衛艦「いなづま」と共に遠洋練習航海に出発。第69期一般幹部候補生課程修了者約190名（うちタイ王国海軍少尉1名）を含む約580名と共に157日間で11カ国、13寄港地 を訪問、10月24日に横須賀へ帰投した
。
2020年は8月28日～10月21日、実習生110人を含む約310人を乗せて約2万2000キロメートルの遠洋練習航海を実施した。呉出港後に太平洋を北上し、津軽海峡、日本海北部、宗谷海峡、オホーツク海を経由して9月初頭にベーリング海に入った。9月8日にアメリカ沿岸警備隊と通信訓練を実施した直後、ベーリング海峡を越えて海自艦艇として初めて北極圏に入り、赤道祭にちなんだ「北極祭」を開いた。北極海航行は約30時間とみられるが、海自は詳細を公表していない。帰路はアラスカ州のノームとアンカレッジ、ハワイ、サイパンと米国領に帰港しつつ帰国した。海自元海将の伊藤俊幸（金沢工業大学虎ノ門学院教授）は、北極海は各国の進出競争が激化しているため、国際的に受け入れられやすい練習艦が派遣されたと推測している。
2021年6月27日、遠洋練習航海中の海上自衛隊練習艦隊（司令官：石巻義康、実習幹部：71期幹候修了生、練習艦「かしま」「せとゆき」）は、2021年4月27日に事故で沈没したインドネシア海軍の潜水艦KRI ナンガラ 402の洋上慰霊祭を実施した。
2022年は4月24日-8月22日の121日間の令和4年度遠洋練習航海に「しまかぜ」とともに参加した。第72期一般幹部候補生課程修了者約160名（うち女性約20名）を含む約530名が乗艦した。遠洋航海の前後に2度の近海練習航海も実施され（令和4年3月12日-4月23日と令和4年9月5日-10月12日）、同じくしまかぜが行動を共にした。
2023年3月11日より第73期一般幹部候補生課程の卒業生を乗せ練習艦はたかぜとともに令和5年の近海練習航海に参加。同日江田島を出港し、大阪、屋久島、佐世保、宮古島、石垣島、沖縄、鹿児島、大湊、小樽、舞鶴、呉、三机を経由し、5月10日に横須賀に到着する予定となっている。

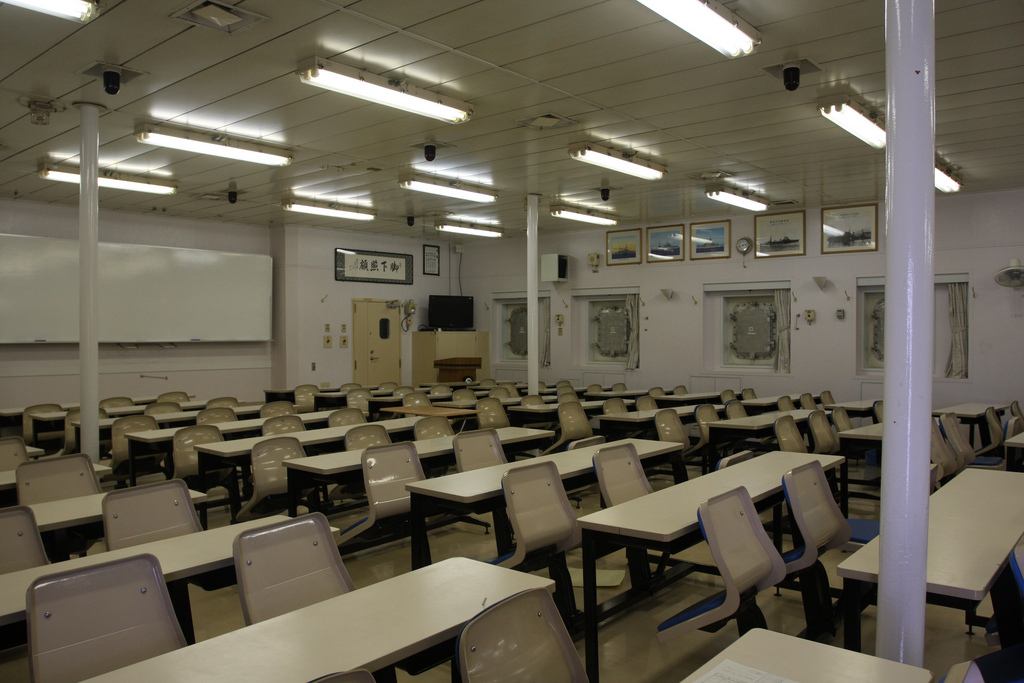
艦内の実習員講堂
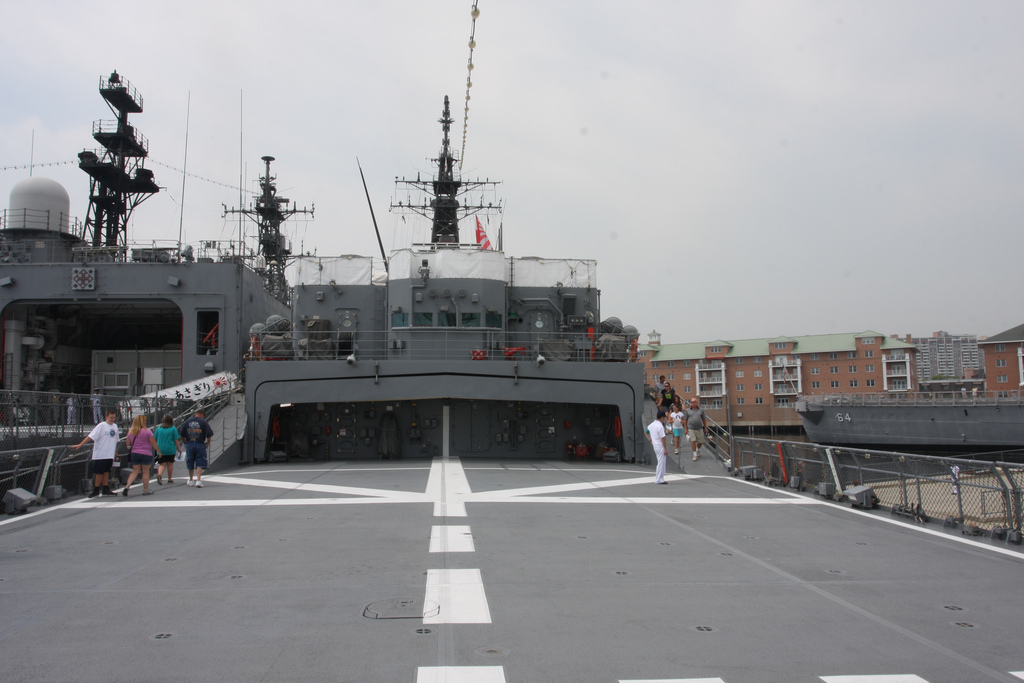
訓練甲板
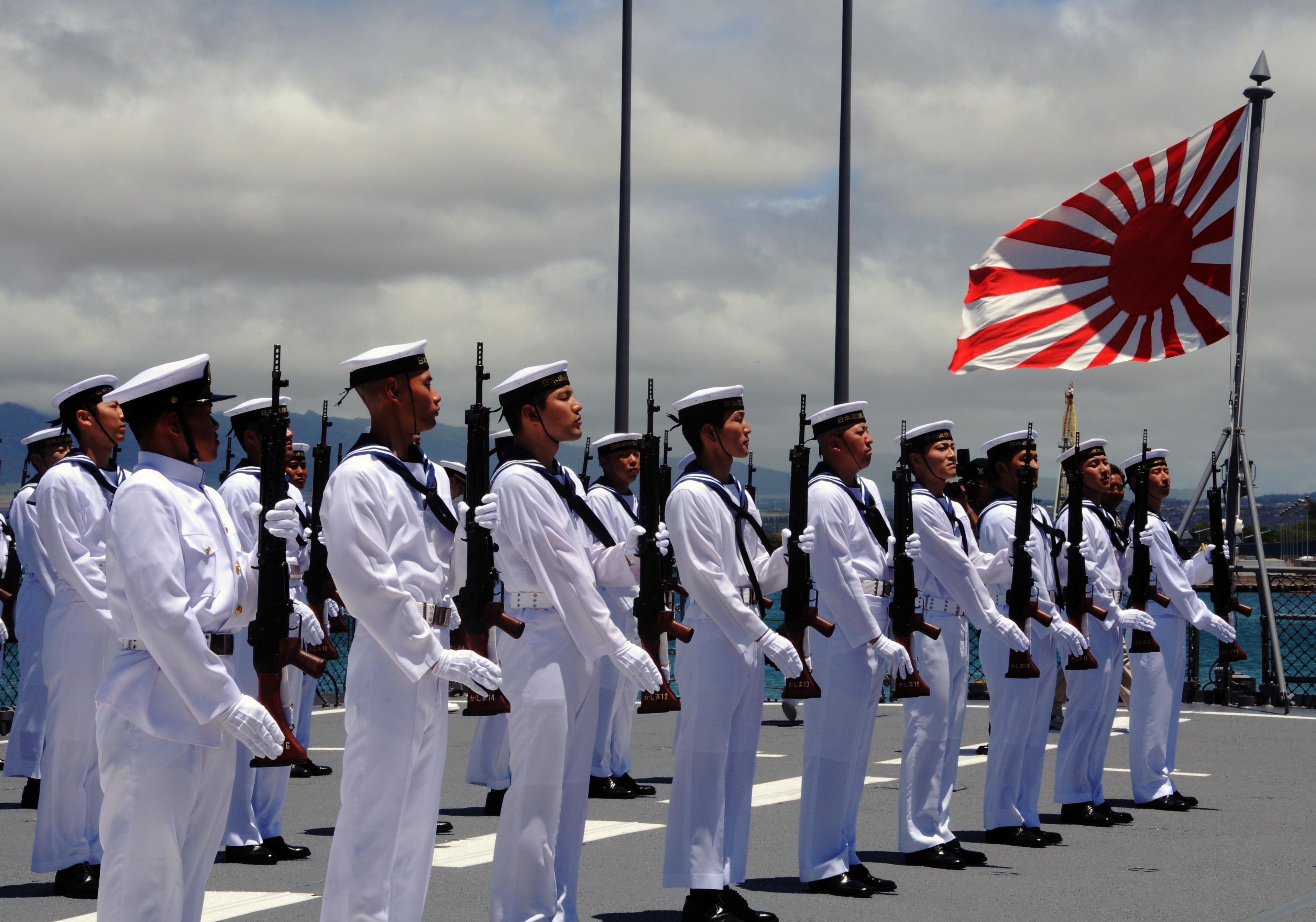
甲板に並んだ儀仗隊
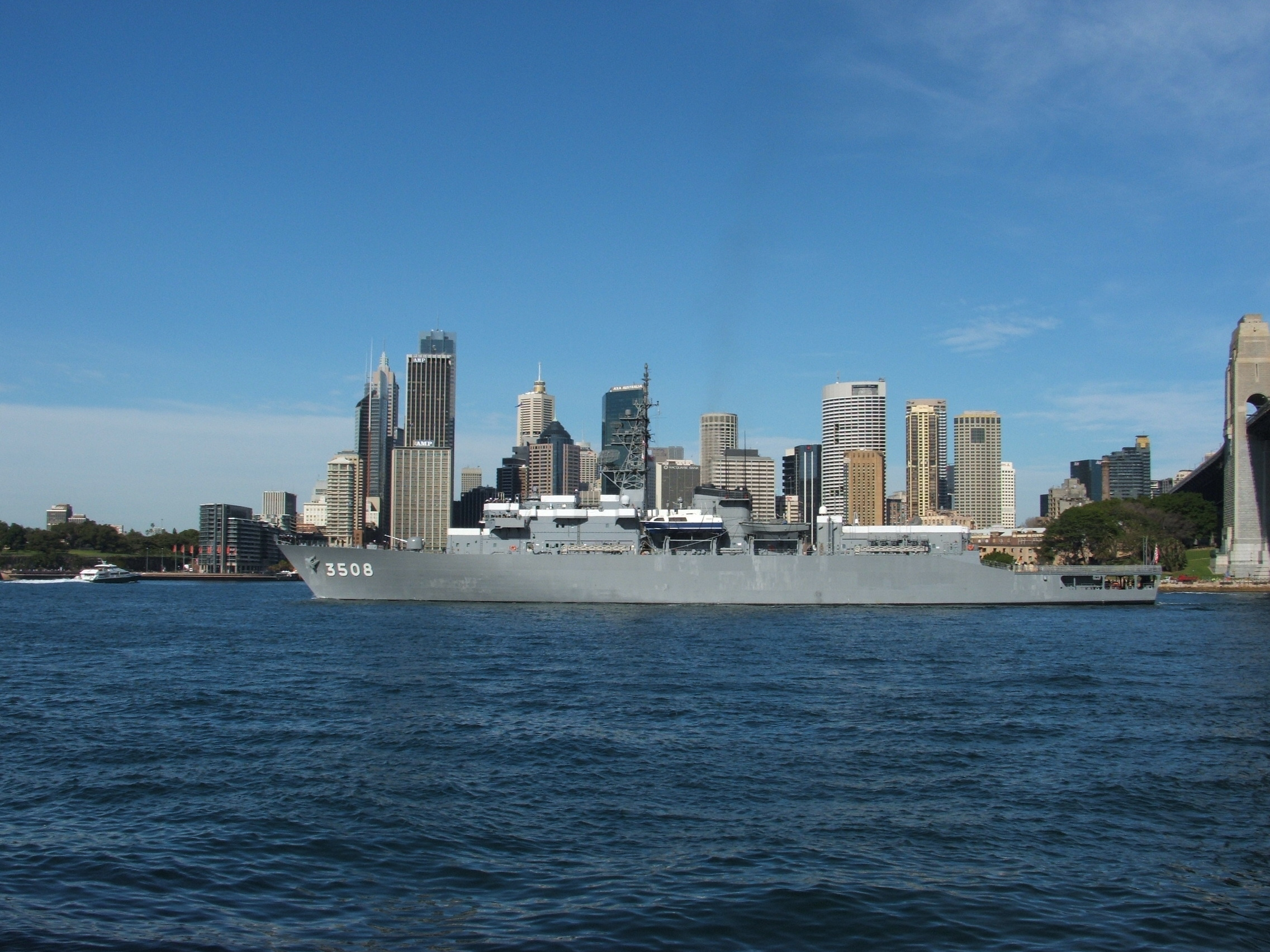
シドニー港に寄港
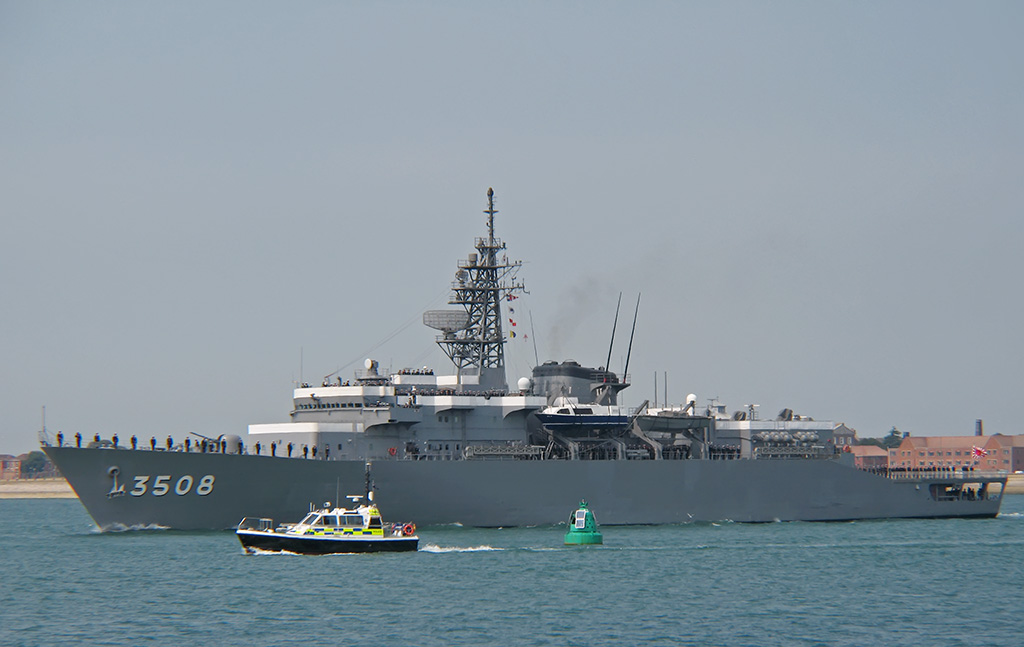
英国ポーツマス港に寄港

### 歴代艦長
| 代 | 氏名       | 在任期間                | 出身校・期          | 前職                                         | 後職                                     | 備考 |
| -- | ---------- | ----------------------- | ------------------- | -------------------------------------------- | ---------------------------------------- | ---- |
| 01 | 加藤紀夫   | 1995.1.26 - 1995.12.17  | 防大15期            | かしま艤装員長                               | さわかぜ艦長                             |      |
| 02 | 山村洋行   | 1995.12.18 - 1996.9.29  | 防大13期            | 舞鶴地方総監部監察官                         | 呉基地業務隊補充部付                     |      |
| 03 | 武智公司   | 1996.9.30 - 1997.10.30  | 防大15期            | はたかぜ艦長                                 | 海上自衛隊第1術科学校                    |      |
| 04 | 佐治正憲   | 1997.10.31 - 1998.9.29  | 防大15期            | しらね艦長                                   | あすか艦長                               |      |
| 05 | 佐藤鉄夫   | 1998.9.30 - 1999.9.29   | 防大15期            | くらま艦長                                   | 自衛艦隊司令部                           |      |
| 06 | 上田勝恵   | 1999.9.30 - 2000.9.29   | 防大17期            | しらね艦長                                   | 呉潜水艦基地隊司令                       |      |
| 07 | 川井一志   | 2000.9.30 - 2001.9.19   | 防大18期            | ゆうだち艦長                                 | 第1練習隊司令                            |      |
| 08 | 菊地英夫   | 2001.9.20 - 2002.9.19   | 防大19期            | ひえい艦長                                   | 呉地方総監部監察官                       |      |
| 09 | 井崎秀則   | 2002.9.20 - 2003.9.18   | 防大20期            | しらね艦長                                   | 海上幕僚監部総括副監察官                 |      |
| 10 | 林 宏之    | 2003.9.19 - 2004.9.29   | 防大21期            | 自衛艦隊司令部                               | 呉地方総監部監察官                       |      |
| 11 | 向井一馬   | 2004.9.30 - 2005.9.29   | 防大22期            | 阪神基地隊副長                               | 呉海上訓練指導隊司令                     |      |
| 12 | 佐々木俊也 | 2005.9.30 - 2006.9.19   | 防大23期            | はたかぜ艦長                                 | 海上自衛隊幹部学校主任教官               |      |
| 13 | 落 修司    | 2006.9.20 - 2007.9.30   | 防大25期            | 第2護衛隊群司令部幕僚                        | 海上訓練指導隊群司令部                   |      |
| 14 | 横田文夫   | 2007.10.1 - 2008.9.30   | 大阪外大・ 33期幹候 | さわかぜ艦長                                 | 海上訓練指導隊群司令部幕僚               |      |
| 15 | 黒松 久    | 2008.10.1 - 2009.9.30   | 防大26期            | くらま艦長                                   | 海上訓練指導隊群司令部                   |      |
| 16 | 中尾博孝   | 2009.10.1 - 2010.12.19  | 防大27期            | しらね艦長                                   | 第12護衛隊司令                           |      |
| 17 | 柏原正俊   | 2010.12.20 - 2011.12.8  | 防大28期            | 統合幕僚学校教育課第1教官室                  | 練習艦隊司令部                           |      |
| 18 | 佐々木輝幸 | 2011.12.9 - 2012.12.6   | 防大29期            | くらま艦長                                   | 練習艦隊司令部付                         |      |
| 19 | 大野敏弘   | 2012.12.7 - 2013.12.2   | 防大30期            | 第4護衛隊群司令部首席幕僚                    | 自衛艦隊司令部                           |      |
| 20 | 森田哲哉   | 2013.12.3 - 2014.11.30  | 防大31期            | こんごう艦長                                 | 護衛艦隊司令部                           |      |
| 21 | 小沢輝男   | 2014.12.1 - 2015.11.29  | 防大32期            | 統合幕僚学校教務課教務班長                   | 護衛艦隊司令部付                         |      |
| 22 | 中村譲介   | 2015.11.30 - 2016.11.30 | 防大34期            | ちょうかい艦長                               | 海上自衛隊第1術科学校教務部長            |      |
| 23 | 堀川雄司   | 2016.12.1 - 2017.12.19  | 防大35期            | 海上自衛隊幹部候補生学校学生隊長             | おおすみ艦長                             |      |
| 24 | 金子純一   | 2017.12.20 - 2018.11.28 | 駒澤大学・ 42期幹候 | あしがら艦長                                 | 海上幕僚監部総務部総務課勤務             |      |
| 25 | 高梨康行   | 2018.11.29 - 2019.12.18 |                     | 海上幕僚監部人事教育部人事計画課 募集班長    | 護衛艦隊司令部勤務                       |      |
| 26 | 牧 孝行    | 2019.12.19 - 2020.12.10 | 防大37期            | みょうこう艦長 →2019.12.2 護衛艦隊司令部勤務 | 統合幕僚学校教育課研究室主任研究官       |      |
| 27 | 小城尚徳   | 2020.12.11 - 2021.11.28 | 防大38期            | あたご艦長 →2020.7.22 護衛艦隊司令部勤務     | 護衛艦隊司令部勤務 →2022.1.12 いずも艦長 |      |
| 28 | 小野修司   | 2021.11.29 - 2022.12.8  | 防大39期            | まや艦長 →2021.10.5 護衛艦隊司令部勤務       | 水上戦術開発指導隊戦術開発部長 兼 副長   |      |
| 29 | 大谷三穂   | 2022.12.9 - 2023.12.21  | 防大40期 （女子1期) | 統合幕僚学校教育課 第1教官室学校教官         | 自衛隊神奈川地方協力本部長               |      |
| 30 | 坂井喜一郎 | 2023.12.22 - 2024.12.19 | 防大41期            | あしがら艦長 →2023.4.7 護衛艦隊司令部勤務    | 第1海上訓練支援隊司令                    |      |
| 31 | 池田忠司   | 2024.12.20 -            |                     | 護衛艦隊司令部幕僚 兼 自衛艦隊司令部勤務     |                                          |      |

## その他
「かしま」の設計においては、幹部専門装備課程の第40期一般幹候出身者の意見が「最近遠航に行った実習幹部の意見」として聞き取られ、以下のような点が反映されている。
- 船体を長船首楼型からオランダ坂構造に変更（艦上体育で艦の全周がランニングに利用できるよう）
- 艦橋を半階層高い位置に変更（後方視界の向上および直下の司令官公室への足音防止）
- レーダーの多重化（対水上レーダーと航海レーダーの機能体験のため。当初は方位測定機能も高い掃海艇用のレーダーも考えられた）
- 「日常生活系」の100V60Hz電源系の新設（「かとり」では、115V系のみのため、変圧トランスを各員が持ち込んでいた）

最初の2項目は「かしま」の艦影を大きく変えることになり、特にオランダ坂は以降の護衛艦にも（本艦ほど明確ではないが）取り入れられている。また100V電源系は、その後おおすみ型輸送艦などでも115V系が廃止され採用されるに至っている。